# Heilig Kreuz (Tattenhausen)

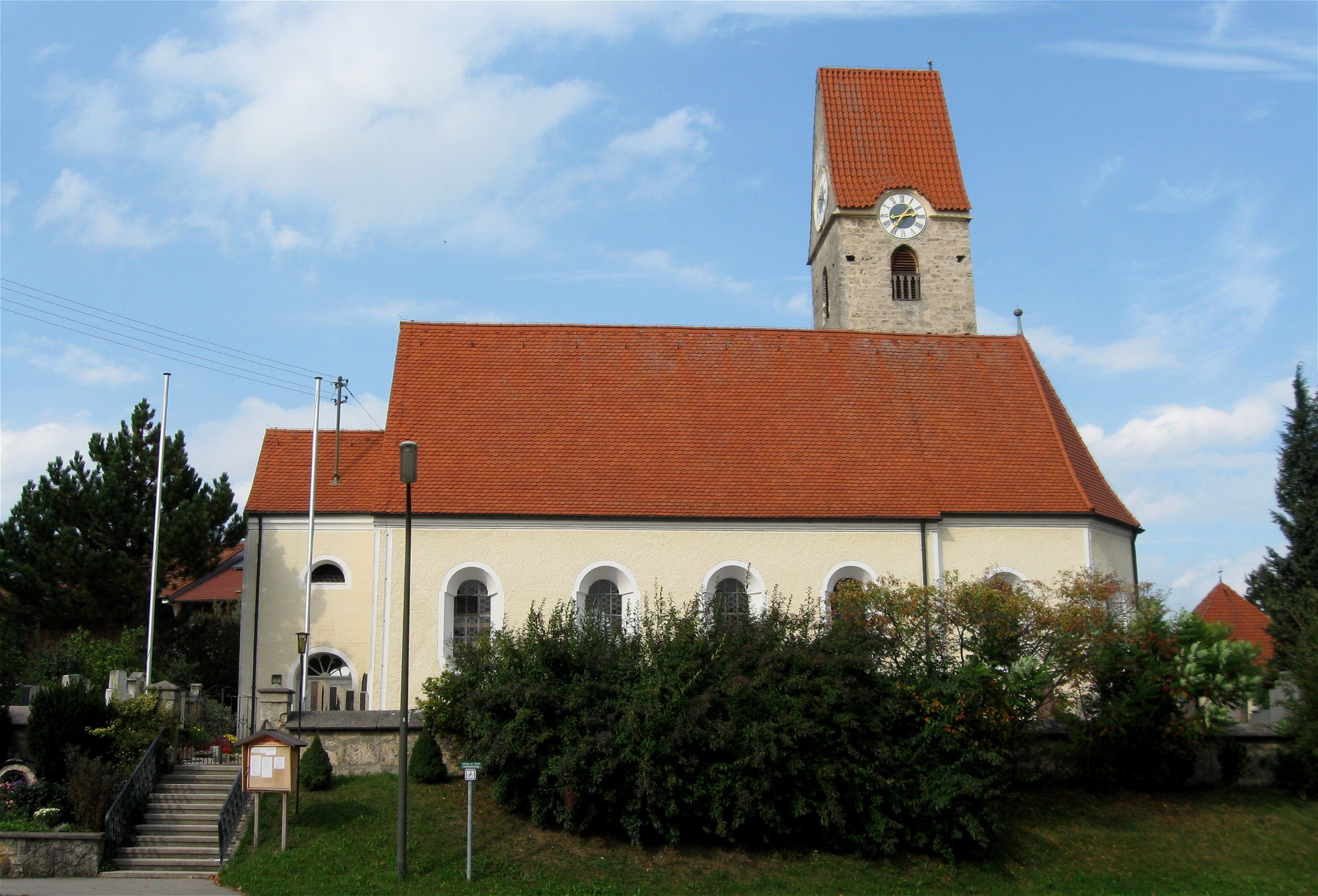
Heilig Kreuz in Tattenhausen

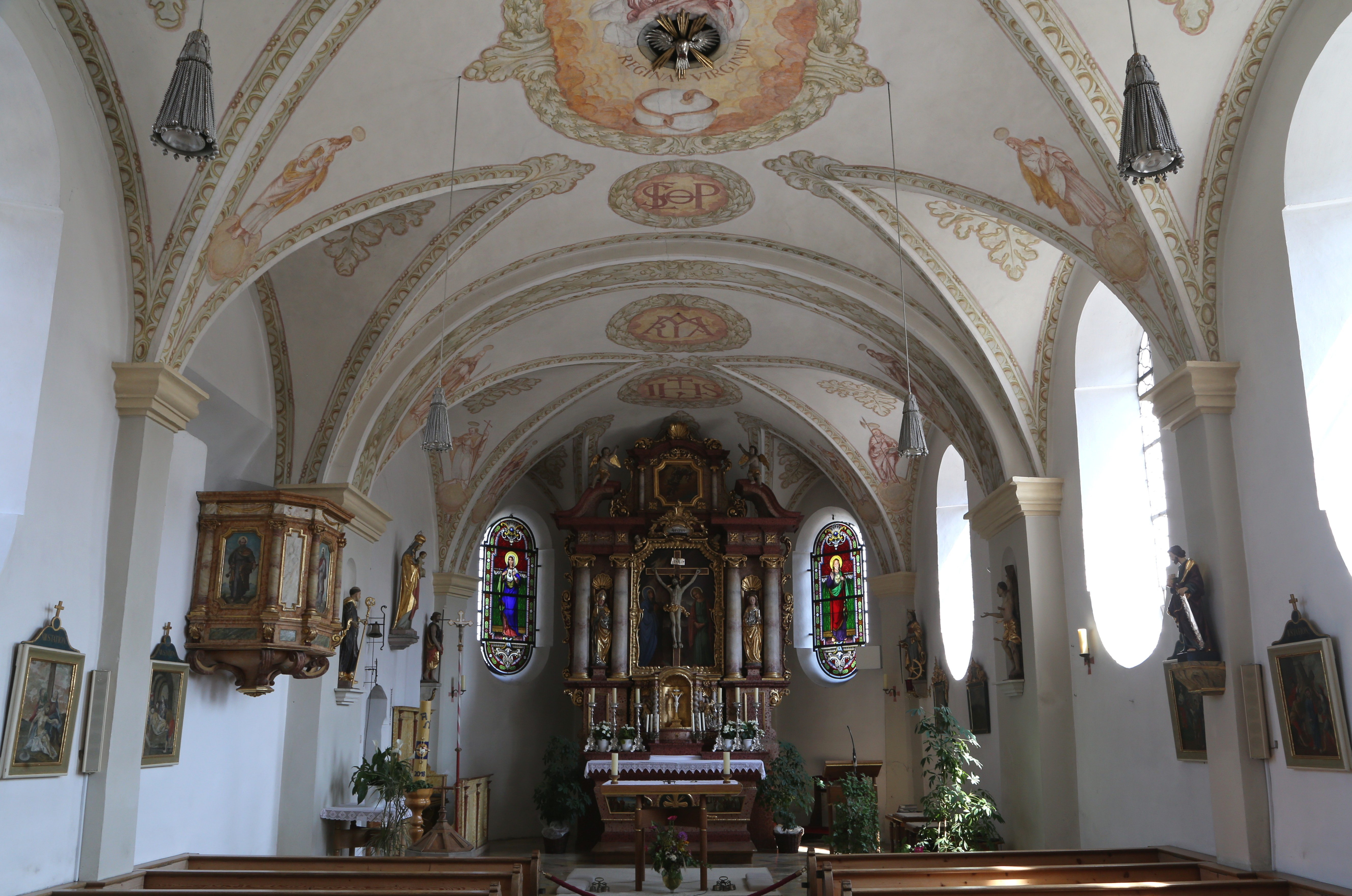
Innenraum

Die römisch-katholische Kuratiekirche Heilig Kreuz steht in Tattenhausen, einem Gemeindeteil von Großkarolinenfeld im oberbayerischen Landkreis Rosenheim. Sie ist in der Liste der Baudenkmäler in Großkarolinenfeld unter der Nr. D-1-87-137-9 eingetragen. Die Quasipfarrei gehört zum Dekanat Rosenheim im Erzbistum München und Freising.

## Beschreibung
Die spätgotische Saalkirche wurde im 18. Jahrhundert barock umgestaltet. Sie besteht aus dem Langhaus, dem eingezogenen, dreiseitig geschlossenen Chor im Osten und dem Chorflankenturm aus Tuffsteinquadern über einem Granitsockel an der Nordwand des Chors. Im obersten Geschoss des Turms hängen drei Glocken. Über den Klangarkaden bzw. auf den Giebeln sind die Zifferblätter der Turmuhr angebracht. Die Sakristei steht an der Nordostecke von Chor und Turm. Mitte des 19. Jahrhunderts wurde im Westen der Vorraum mit dem Portal angebaut.
Der Hochaltar wurde in der zweiten Hälfte des 17. Jahrhunderts gebaut. Links und rechts am Altar stehen Statuen des Nikolaus von Myra und der Maria Magdalena. Die große Nische zwischen Säulen in der Mitte des Altars enthält eine Kreuzigungsgruppe, bestehend aus einem plastischen Kruzifix und auf dunklen Hintergrund gemalt Maria, die Mutter Jesu, und der Apostel Johannes.